# 井上かなえ
井上かなえ（いのうえ かなえ）
主にサンリオの番組に登場するタレント。

## 出演番組
- あそぼう!!ハローキティ
- ハローキティとバッドばつ丸
- キティズパーティー

出演番組はほとんどサンリオ系に限られている。

## その他
- サンリオピューロランド（ピューロフレンズ）退職後、「よみうり文化センター錦糸町」の文化芸術スクール講師を勤めていた。